# Verwaltungsgemeinschaft Thale

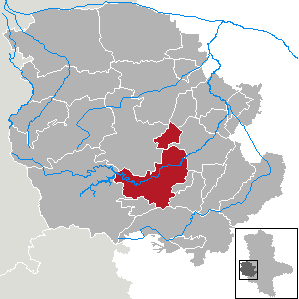
Lage der Verwaltungsgemeinschaft Thale im Landkreis Harz

In der Verwaltungsgemeinschaft Thale des Landkreises Harz hatten sich am 1. Januar 1994 ursprünglich vier Gemeinden zur Erledigung der Verwaltungsgeschäfte zusammengeschlossen. Seit den Eingemeindungen der Gemeinden Weddersleben und Neinstedt am 1. Januar 2009 und Westerhausen am 1. September 2010 nach Thale ist die Verwaltungsgemeinschaft aufgelöst. Zuletzt lebten auf 120,21 km² 19.119 Einwohner (Stand: 31. Dezember 2008). Der letzte Verwaltungschef war Thomas Balcerowski.